# Ngã ba mũi tàu
Ngã ba mũi tàu  là địa điểm tập trung cuộc biểu tình ngày 22 tháng 7 năm 1961 (năm Tân Sửu) của nhân dân huyện Cần Giuộc. Di tích toạ lạc tại xã Trường Bình, huyện Cần Giuộc, tỉnh Long An, Việt Nam.

## Tên gọi
Di tích có tên gọi Ngã ba mũi tàu vì nơi đây là giao điểm giữa liên Quốc lộ 50 và hương lộ 15 tạo thành một ngã ba.
Sau giải phóng 1975, do yêu cầu phát triển kinh tế của địa phương, khu vực ngã ba được mở rộng thêm hai con lộ mới cắt tại giao điểm một hướng về Trị Yên, xã Tân Kim (nay là khu phố Trị Yên, thị trấn Cần Giuộc), một hướng về ấp Phước Hòa, xã Trường Bình cũ tạo thành một ngã năm. Nhưng tên gọi Ngã ba mũi tàu ngày nay nhân dân vẫn gọi như cũ.

## Ý nghĩa
Cuộc biểu tình ngày 22 tháng 7 năm 1961 (năm Tân Sửu) tức ngày 1 tháng 9 năm 1961 ở Cần Giuộc là cuộc đấu tranh chính trị lớn nhất huyện.
Lần đầu tiên 20.000 nhân dân đã biểu dương sức mạnh của mình, trong 2 ngày đêm trên toàn huyện gây cho địch hoang mang dao động cuối cùng phải nhượng bộ, tên quận trưởng phải đích thân xin lỗi đồng bào và hứa chấp nhận các yêu sách là:
| “ | Chấm dứt việc bắn phá, dồn dân lập ấp, dỡ nhà, bắt gà, vịt để nhân dân tự do yên ổn làm ăn. | ” |

Thắng lợi của cuộc biểu tình đã chứng minh được sự chỉ đạo đúng đắn, tinh thần sáng tạo của Đảng Cộng sản Việt Nam mà tiêu biểu là Đảng bộ Cần Giuộc trong việc tập hợp mọi lực lượng cách mạng kết hợp linh hoạt giữa đấu tranh chính trị và đấu tranh vũ trang phá vỡ âm mưu "dồn dân lập ấp" của Mỹ – Diệm.

## Di tích cấp tỉnh
Ngày 19 tháng 4 năm 1993, UBND tỉnh Long An ban hành Quyết định số 851/1993/QĐ-UBND xếp hạng Khu vực Ngã ba mũi tàu là di tích lịch sử – văn hóa cấp tỉnh.